# GO!GO!ミニ四ファイター
『GO!GO!ミニ四ファイター』（ゴー!ゴー!ミニよんファイター）は、おちよしひこによる少年漫画。

## 概要
1980年代末期から1990年代初期の「第一次ミニ四駆ブーム」を機に登場し、タミヤの社員でミニ四駆のイベントパーソナリティ兼プロモーション担当である「ミニ四ファイター」（初代）を取り上げた作品。
もともとは小学館の『別冊コロコロコミックスペシャル』と『月刊コロコロコミック』増刊号に掲載されていた「ミニ四ファイター改造大作戦」シリーズが発祥。新しいミニ四駆やグレードアップパーツの紹介や改造ノウハウなどを中心に構成しており、1989年4月号から1991年4月号までは『コロコロ』本誌にも連載されていた。同社ワンダーライフスペシャル「○○改造ミニ四駆ブック」シリーズにも掲載されていたが、てんとう虫コミックスでの単行本は発売されていない。
連載当時の読者人気は高く、絶頂期には読者投稿ハガキコーナーにおける好きなキャラ部門でファイターが一位、脇役部門でボーイが一位、好きなギャグ部門で「まっ白け〜」（ファイターがギャグを外したり、努力がフイになったりすると見せた定番リアクション）が一位、好きな台詞部門でも一位を獲得するほどだった。
2007年7月25日発売の『熱血!!コロコロ伝説』Vol.7に、『GO! GO! ミニ四ファイター』が描きおろしで掲載。内容は大阪ジャパンカップのセミドキュメンタリーで、連載当時の画風・作風の再現ではなく「読者のレベルと作者のレベルを考慮した」2007年現在のおちの画風・作風で発表された。この新作を含め、2009年にコミックパークのコロコロコミックアーカイブズで単行本化が実現し、全3巻でオンデマンド出版された。ただし、現在はコミックパークのサービスが終了しているので入手は困難である。

## 登場人物
ミニ四ファイター
本作の中心人物。田宮模型の宣伝部に所属している。作品中ではイベント時のコスチューム：白地に青のストライプが入ったつなぎを着用し、頭には"MINI 4WD FIGHTER"のロゴが入ったヘアバンドを装着する。
静岡県出身。
特技は辛口カレーライスの早食いとミニ四駆の組み立てを90秒で行うこと（ただし作中での成功率は極めて低い）。電動ドリルを購入してからはマシンの軽量化に異常なまでにこだわるようになるが、毎回、強度を考えず穴だらけにして製作中・走行中にマシンを壊し、「まっ白け」になることもよくある。ミニ四駆については非常に詳しいが、唯一ワンウェイホイールの内部ギアの動きについてはよく知らずに説明できないため、それを承知のボーイに何度もしつこく聞かれる、といういじわるをされることもある。
忘れっぽいのか、グレードアップパーツを紹介する時、出し忘れをボーイに指摘されることがよくある。
連載中期から後期にかけてはプライベートもネタとなることが多く、地元に本社がある田宮模型への入社譚も作内で発表。古くから田宮模型製プラモデルをいくつか作っており、田宮模型に入社する夢を仲間に語るも信用してもらえなかった。一次筆記試験で落とされたものの、夢を諦めきれずに人事部に手紙で直訴。二次面接に呼ばれ、そこで緊張のあまりに面接のネタに持参したタミヤ製プラモデルをバラ巻き破損。思わず泣いてしまい、そのことが逆に自らの「プラモ愛」を上層部にアピールすることとなりギリギリ入社までこぎつけた。その後、商品管理部から宣伝部に転属してミニ四ファイターとなったというエピソードを持つ。愛車はユーノス・ロードスター（まっ白けになった際にボーイに「ユーノスに乗ってる」とヨイショされている）。作品末期に結婚し、子供も生まれる。
子供の頃に合唱で、あまりに下手で音を外すために教師に口パクでいいと宣告され、泣きながら口パクをやった経験から歌が大嫌いになった。しかし、前ちゃんらとともに「ミニ四駆組立てうた」を歌うはめになった際、やはり下手で90回も失敗して落ち込んでいたところ、共に歌う横山智佐に「歌って、思いっきり歌うのが一番いいことだと思う。うまく歌おうなんてしないで元気一杯声を出すの」と励まされ、立ち直った。
（ミニ四）ボーイ
正式な名前は不明。ミニ四駆が好きでマシン強化の指導を乞うためにファイター宅をよく訪ねるが、逆にファイターがボーイ宅にお邪魔することもある。漫画は、基本的にはファイターとボーイの2人で展開される。初期は聞き役に徹していたが、段々キャラが立ってきて鋭いツッコミや過激なギャグなどもしていた。ハデ好きな性格で、ミニ四駆のステッカーもプリズムをベタベタ貼ってしまい、ファイターにやり直しを命じられたことがある。
男の子だが、何度か女装をしたこともある。そのため「性別がわからない」と読者に指摘されたことがあり、そのことも作中でネタにしていた。
人の話を最後まで聞かない悪いクセがあり、そのためにファイターに怒られることもしばしば。
1度、テストコースでのレース対決でファイターに勝ったことがある（ボーイのウイング改造マシンでリードしたことと、ファイターの軽量化し過ぎたマシンの自爆により）。しかし直後、ウイングなどを改造したボーイのマシンの寸法がタミヤ公認競技会規則で決められた数値をオーバーしていて、タミヤ公認レースやジャパンカップにも出走できない「違反車」であることが判明したため、勝負は無効となった。以後、2人が勝負することは無かった。
前ちゃん（前田靖幸）
軽量化に固執するファイターを諭しながらも自分流のチューンアップを作品内で紹介。ファイターと組んでCDも出した。
その他田宮社員
メカニックマン、ミニ四ドクターなど。
マンガウィルス
球体状の謎の生物。当初はギャグシーンの背景に漂っていたりする程度の存在だったが回が進むにつれて表情や造形が個性を持ち始め、人物たちとお互いに干渉しあっていた。

## 関連作品
- ミニ四ファイターV - 二代目ファイターを取り上げた作品。青木たかお作。